# Tereshkova (månkrater)
Tereshkova är en nedslagskrater på månens baksida. Tereshkova har fått sitt namn efter den sovjetiska kosmonauten Valentina Teresjkova.

## Satellitkratrar
| Tereshkova | Latitud | Longitud | Diameter |
| ---------- | ------- | -------- | -------- |
| U          | 28.7° N | 142.8° Ö | 23 km    |